# Klinisk onkologi
Klinisk onkologi varetager den ikke-kirurgiske behandling af solide, maligne (ondartede) tumorer – dvs. alle ekskl. de hæmatologisk maligne sygdomme.
Klinisk onkologi samarbejder med de fleste øvrige kliniske specialer i forbindelse med den kombinerede kirurgiske og onkologiske behandling og i forbindelse med diagnostik af patienterne. De onkologiske afdelinger har også et betydeligt samarbejde med de ikke-kliniske afdelinger f.eks.patologi, billeddiagnostik, biokemiske afdelinger osv.
Den ikke-kirurgiske kræftbehandling omfatter to hoveddele: Strålebehandling og medicinsk behandling.
Klinisk onkologi rummer også en række ”håndværksmæssige” funktioner f.eks. undersøgelse af patienter med hoved- eller halstumorer samt diagnostik og behandling af gynækologiske kræftsygdomme.